# Lucas Tischer
Lucas Tischer (Marechal Rondon, Paraná, 12 de julio de 1983) es un exbaloncestista profesional brasileño de ascendencia alemana. Con 2,08 metros de altura, se desempeñaba en la posición de pívot. El punto más alto de su carrera ocurrió en agosto de 2005, luego de que, tras actuar en la NBA Summer League, los Phoenix Suns le ofrecieran un contrato por dos años; de todos modos fue cortado poco después, por lo que Tischer no pudo jugar ni un solo partido en la NBA.

## Trayectoria

### Clubes
| Club                      | País      | Año         |
| ------------------------- | --------- | ----------- |
| Franca                    | Brasil    | 2001 - 2003 |
| COC/Ribeirão Preto        | Brasil    | 2003 - 2004 |
| Franca                    | Brasil    | 2004        |
| Keltek Basketball         | Brasil    | 2005        |
| Uberlândia                | Brasil    | 2006        |
| Minas Tênis Clube         | Brasil    | 2006 - 2007 |
| Araraquara Basquete       | Brasil    | 2007 - 2008 |
| Pinheiros                 | Brasil    | 2008        |
| Hapoel Galil Elyon        | Israel    | 2008 - 2009 |
| Araraquara Basquete       | Brasil    | 2009        |
| Assis Basket              | Brasil    | 2009 - 2010 |
| UniCEUB Brasília          | Brasil    | 2010 - 2012 |
| Peñarol de Mar del Plata  | Argentina | 2013        |
| Bauru                     | Brasil    | 2013 - 2014 |
| Río Claro                 | Brasil    | 2014 - 2015 |
| Liga Sorocabana           | Brasil    | 2015        |
| Amistad                   | Bolivia   | 2015        |
| Campo Mourão Basquete     | Brasil    | 2016        |
| Malvín                    | Uruguay   | 2016        |
| Recife                    | Brasil    | 2016        |
| Universidad San Simón     | Bolivia   | 2016        |
| Tinguiririca San Fernando | Chile     | 2017        |
| Pinchincha                | Bolivia   | 2017        |

## Palmarés

### Títulos nacionales

#### Novo Basquete Brasil
- UniCEUB Brasília - (Brasil): 2009/10, 2010/11 y 2011/12.

### Títulos internacionales

#### Liga de las Américas
- UniCEUB Brasília - (Brasil): Liga de las Américas 2008-09

#### Liga Sudamericana de Clubes
- UniCEUB Brasília - (Brasil): Subcampeón Liga Sudamericana de Clubes 2012.